# 密球苎麻
密球苎麻（学名：Boehmeria densiglomerata）是荨麻科苎麻属的植物，为中国的特有植物。分布于中国大陆的云南、湖南、四川、贵州、广东、福建、江西、广西等地，生长于海拔250米至1,100米的地区，多生长于山谷沟边以及林中。

## 别名
土麻仁、野紫苏（四川南部）